# Catedral de São João Batista (Badajoz)

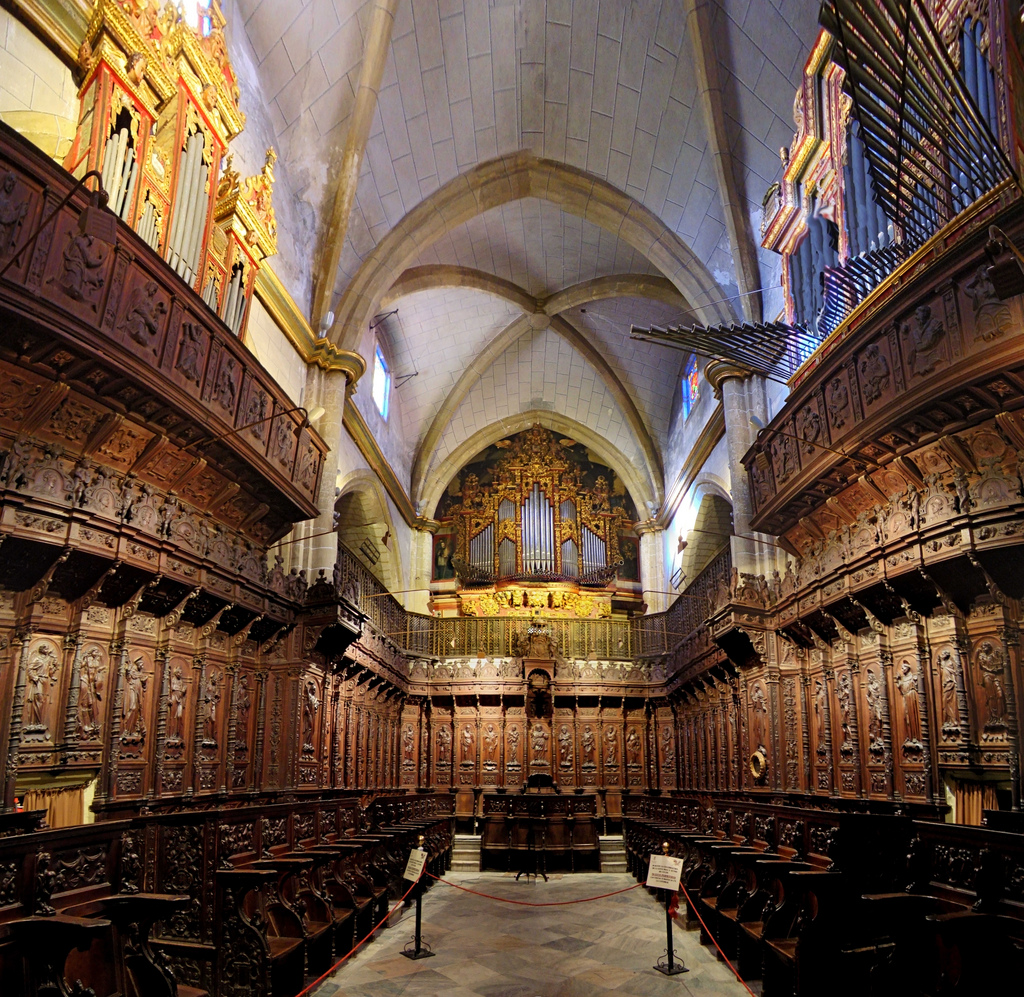
Coro

A Catedral de São João Batista (em castelhano: Catedral de San Juan Bautista) ou Catedral de Badajoz é um templo católico situado na Praça de Espanha, no centro da cidade de Badajoz, Estremadura, Espanha. É a sé da Arquidiocese de Mérida-Badajoz. Juntamente com as catedrais de Cória e Plasencia é sócia fundadora da associação "Ciudades Catedralicias", da qual fazem parte outras quinze catedrais espanholas. A catedral foi declarada Monumento Histórico-Artístico (designação atual: Bem de Interesse Cultural) em 3 de junho de 1931.

## História
Após a conquista da cidade aos mouros pelo rei Afonso IX de Leão em 1230, foi nomeado bispo de Badajoz Frei Pedro Pérez. Durante os primeiros anos do seu bispado, foi usada como catedral a antiga mesquita, consagrada a Santa Maria do Castelo. Dois anos depois da finalização da conquista foi decidido construir uma catedral, tendo para esse efeito sido concedidos vários privilégios por Afonso X de Castela. As obras começaram em meados do século XIII no local onde existia anteriormente uma igreja visigótica ou moçárabe, situada no Campo de São João, um terreno situado no exterior da alcáçova.
A catedral foi consagrada em 1276 sob a advocação de São João Batista, apesar das obras ainda não estarem concluídas. A construção das partes principais prolongou-se até ao século XV e nos séculos XVI e XVII foram realizadas sucessivas reformas e adições, que deram à catedral o seu aspeto atual. Só foi completamente terminada no século XVIII.
Foi na Catedral de Badajoz que tiveram lugar em 1729 os esponsais do então Príncipe das Astúrias e futuro rei Fernando VI com a infanta portuguesa Maria Bárbara de Bragança, que seria rainha de Espanha até à sua morte em 1758.[carece de fontes?]

## Descrição
Exteriormente, a catedral assemelha-se a uma fortaleza, devido ao caráter fronteiriço da cidade e ao facto de se encontrar fora da cidadela: tem paredes grossas e maciças, ameias e uma torre sóbria e poderosa, onde se encontra o campanário. Todas as paredes, bem como a torre, têm merlões góticos.
A torre é o elemento exterior que mais se destaca, Com perfil quadrado, com 11 metros de lado, tem 41 metros de altura e tem três corpos e um camapnário. Embora só haja uma torre, houve projetos para a construção de duas, uma de cada lado da fachada principal.[carece de fontes?]
A fachada principal, virada para sudoeste, é simples, de forma retangular e com um portal adintelado em mármore — a Porta do Perdão — flanqueada por duas colunas jónicas e encimado por um nicho com uma estátua de São João Batista. Foi construída em 1619 pelos mestres portugueses Melchior Cordeiro e Sebastião Vasques.
O portal de São Brás (San Blas), no lado sul, é provavelmente o mais antigo. Foi construído em 1546 pelo mestre Gaspar Méndez, é flanqueado por duas pilastras e tem uma imagem do santo a quem deve o nome num nicho colocado no frontão. A chamada Porta do Cordeiro, situada num dos lados do cruzeiro, é adintelada com um frontão onde é representado o Cordeiro de Deus, o emblema da igreja.
O interior, em estilo gótico tardio, tem uma nave principal e duas laterais, várias capelas laterais, um altar-mor com um retábulo barroco profusamente decorado, um coro plateresco e um órgão barroco.[carece de fontes?]
O altar-mor é de forma retangular, construído durante a reforma levada a cabo pelo bispo Jerónimo Rodríguez de Valderas em 1666. O retábulo barroco atual foi instalado pelo bispo Francisco Valero y Losa no início do século XVIII. Realizado em talha dourada, é de forma retangular, tem dois corpos e um ático. É profusamente decorado com mísulas, grutescos, intermináveis formas curvas ousadas e retorcidas e motivos vegetais de folhagem. Tem 18 colunas salomónicas esbeltas e outras mais pequenas que adornam o sacrário com outras figuras e pinturas. O centro do primeiro corpo é ocupado por uma imagem policromada de São João Batista, atribuída a Juan Alonso Villabrille y Ron (1663–1732), que foi enviada de Madrid pelo bispo Valero, que também mandou esculpir a imagem da Virgem Imaculada, uma obra sevilhana que também se encontra no retábulo.